# (153) Hilda
(153) Hilda – planetoida z głównego pasa planetoid. Jej średnica wynosi ok. 170 km.

## Odkrycie
Została odkryta 2 listopada 1875 roku w Austrian Naval Observatory (Pula, półwysep Istria) przez Johanna Palisę. Planetoida została nazwana od imienia córki Theodora von Oppolzera, austriackiego astronoma i matematyka.

## Orbita
(153) Hilda okrąża Słońce w ciągu 7 lat i 336 dni w średniej odległości 3,97 j.a. Należy ona do rodziny planetoidy Hilda, grupy obiektów o zbliżonych orbitach (rodziny planetoid) i pozostających w rezonansie 3:2 z Jowiszem.